# Tapus Sipagabu
Tapus Sipagabu is een bestuurslaag in het regentschap Tapanuli Selatan van de provincie Noord-Sumatra, Indonesië. Tapus Sipagabu telt 383 inwoners (volkstelling 2010).